# Avalon (New Jersey)
Pour les articles homonymes, voir Avalon (homonymie).
Avalon est un borough situé dans le comté de Cape May, dans l'État du New Jersey, aux États-Unis.

## Démographie
Le recensement de 2000 dénombre 2 143 habitants, 1 045 ménages et 668 familles. Parmi ces habitants, 98,69 % sont blancs, 0,56 % hispaniques, 0,14 % noirs, 0,56 % asiatique.
Le recensement de 2010 dénombre 1 334 habitants, 692 ménages et 416 familles. Parmi ces habitants, 98,05 % sont blancs, 2,17 % hispaniques, 0,30 % noirs, 0,30 % amérindiens, 0,22 % asiatique et 0,15 % d'une autre ethnie.